# Iñaki Lafuente
Iñaki Lafuente Sánchez (Barakaldo, 24 januari 1976) is een gewezen Spaans voetballer. Hij speelde van 1999 tot 2007 als doelman voor Athletic Bilbao.
Lafuente speelde jarenlang in de cantera (jeugdopleiding) van Athletic. Vanaf 1994 speelde hij voor Bilbao Athletic, het tweede elftal van de club. Na huurperiodes bij Sestao River Club (1995/1996) en Elche CF (1998/1999) kwam Lafuente in 1999 bij het eerste elftal van Athletic. Hij maakte op 16 januari 2000 tegen Real Betis zijn debuut in de Primera División. Sinds 2009 speelde Lafuente voor CD Numancia.

## Statistieken
| Periode    | Club            | Competitie      | Land               | Wed. | Dlp. |
| ---------- | --------------- | --------------- | ------------------ | ---- | ---- |
| 1994-1999  | Bilbao Athletic | Vlag van Spanje | Segunda División B | 65   | 0    |
| 1995-1996  | Sestao          | Vlag van Spanje | Segunda División B | 20   | 0    |
| 1998-1999  | Elche CF        | Vlag van Spanje | Segunda División A | 37   | 0    |
| 1999-2007  | Athletic Bilbao | Vlag van Spanje | Primera División   | 128  | 0    |
| 2007-2008  | RCD Espanyol    | Vlag van Spanje | Primera División   | 15   | 0    |
| 2008-2009  | Sporting Gijon  | Vlag van Spanje | Primera División   | 13   | 0    |
| 2009-2011  | CD Numancia     | Vlag van Spanje | Segunda División A | 25   | 0    |
| Bijgewerkt | 05-07-2011      |                 |                    |      |      |